# Arborelius
Arborelius är en svensk släkt som härstammar från Arboga i Västmanland. Äldste kände stamfader med namnet är borgaren och komministern Olaus Petri (1641–1682), som antog släktnamnet efter hemorten. Han var enligt Muncktells herdaminne son till handlanden Peder Hansson och Anna Olsdotter, och gift med Susanna Sahlmonius, som var dotter till prästen i Romfartuna socken, Petrus Andreæ Ihrestadius.
Ovan nämnde stamfader bör ej förväxlas med reformatorn och historikern Olaus Petri (1493–1552).
Den 31 december 2014 var 78 personer med efternamnet Arborelius bosatta i Sverige.

## Personer med efternamnet Arborelius
- Anders Arborelius (född 1949), kardinal, biskop i  Stockholms katolska stift
- Lars Arborelius (1910–1988), arkitekt
- Måns Arborelius (1896–1993), läkare
- Måns Arborelius (konstnär) (född 1960), målare
- Olof Arborelius (1842–1915), bildkonstnär och professor vid Konstakademin
- Olof Ulric Arborelius (1791–1868), präst och dialektforskare
- Rudolf Arborelius (1861–1917), arkitekt

## Släktträd i urval
- Olaus Petri Arborelius (1641-1682), komminister i Romfartuna
  - Olof  Arborelus (1676-1732) ,rektor i Lindesberg
    - Per Arborelius (1712-1774), prost i Rättvik
      - Olof Arborelius (1748-1812), kyrkoherde i Älvdalen
        - Olof Ulric Arborelius (1791–1868), kyrkoherde i Orsa, dialektforskare
          - Olof Arborelius (1842–1915), bildkonstnär och professor vid Konstakademin
            - Rudolf Arborelius (1861–1917), arkitekt
              - Måns Arborelius (1896–1993), läkare
                - Lars Arborelius (1910–1988), arkitekt
                  - Anders Arborelius (född 1949), kardinal och biskop i Stockholms katolska stift.